# Уильямсон, Хью
Хью Уильямсон (англ. Hugh Williamson; 5 декабря 1735 — 22 мая 1819) — американский политик, представитель Северной Каролины на Филадельфийском конвенте.
Уильямсон родился в Пенсильвании и был старшим сыном в большой семье. Он учился на священника, потом отправился в Европу учиться медицине. В начале войны за независимость находился в Европе, где написал памфлет, в котором призвал англичан поддержать дело американцев. По возвращении в Америку в 1777 году поселился в Северной Каролине, где занимался медицинской практикой, был главным хирургом ополчения штата. Активный участник Филадельфийского конвента, участвовал в деятельности пяти комиссий и умело дебатировал. Способствовал ратификации Конституции и дважды избирался в Палату представителей США.